# Glyndŵr
Glyndŵr var ett distrikt i grevskapet Clwyd, i Wales. Detta distrikt hade 42 000 invånare år 1992. Distriktet upprättades den 1 april 1974 genom att boroughs Denbigh och Ruthin, stadsdistriktet Llangollen slogs ihop med landsdistrikten Ceiriog och Ruthin och parishes Llangollen Rural och Llantysilio i landsdistriktet Wrexham. Det avskaffades 1 april 1996 och blev en del av Denbighshire, Wrexham och Powys.